# زنبق پلنگی

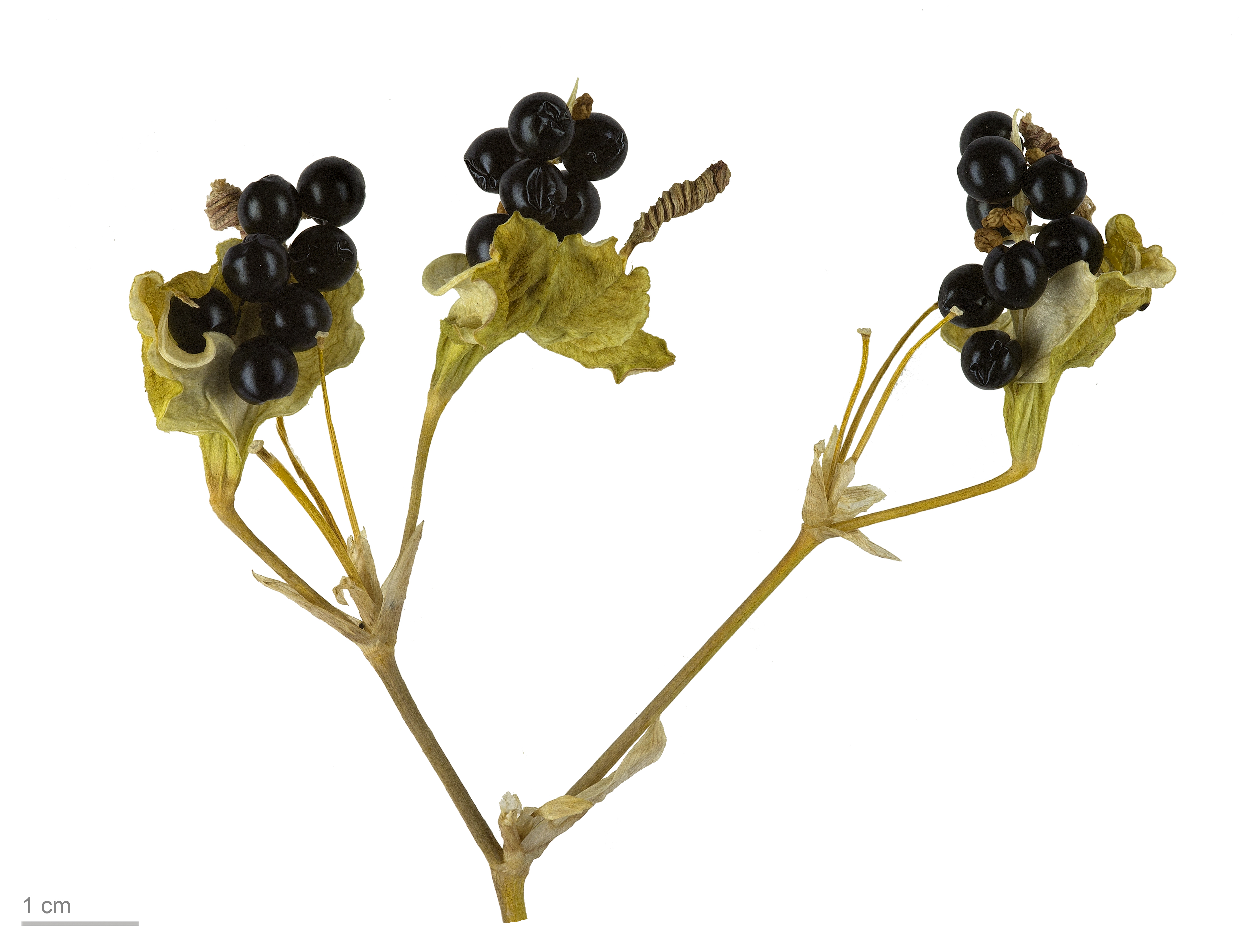
غلاف بذرها

زنبق پلنگی (نام علمی: Iris domestica)، زنبق اهلی یا زنبق تمشک، گیاهی زینتی از خانواده زنبقیان است. در سال ۲۰۰۵، بر اساس شواهد توالی دی‌ان‌ای مولکولی، بلامکاندای چینی (Belamcanda chinensis)، تنها گونه در جنس بلامکاندا (Belamcanda)، به جنس زنبق منتقل شد و به زنبق اهلی تغییر نام داد.

## شرح
یک گیاه چند ساله، زنبق پلنگی ممکن است به ارتفاع ۰٫۶–۱ متر برسد، زمین‌ساقه‌های آن در زمین کم‌عمق، به‌صورت افقی رشد می‌کند. دارای ۳–۵ ساقه و ۸ تا ۱۴ برگ در هر ساقه است که در یک بادبزن رشد می‌کند، با گل‌هایی که از نزدیک بالا می‌روند و دارای نقاط پراکنده نارنجی-قرمز رنگدانه تیره‌تر هستند که در تابستان شکوفا می‌شوند. غلاف‌های بذر در پاییز باز می‌شوند و خوشه‌هایی از بذرهای سیاه و براق را نشان می‌دهند که شباهت آن‌ها به دانه‌های تمشک باعث می‌شود که گیاه نام رایج آن، «زنبق تمشک» را داشته باشد. این گیاه به پهنه سرمایی ۵ گیاه مقاوم است و از طریق بذر یا تقسیم ریزوم تکثیر می‌شود.
در طبیعت در علفزارها، مراتع، پاکسازی‌های جنگلی، چمنزارها و مناطق کوهستانی یا بوته‌زارها می‌روید. اگرچه در بسیاری از مناطق از کشت فرار کرده است، اما به عنوان یک گونه مهاجم پتانسیل در نظر گرفته نمی‌شود.

## توزیع
این گیاه بومی آسیای‌شرقی است و در سرتاسر جهان در آب و هوای جنب‌مدارگان و معتدل کشت می‌شود.[۱][۲] با توجه به ارزش زینتی گل‌های جذاب آن، این گیاه در اوایل قرن ۱۸ در اروپا و در قرن ۱۹ در ایالات‌متحده و کشورهای حوزه کارائیب توزیع شد.[۱]

## کاربرد
زنبق پلنگی یک گیاه زینتی رایج در باغ‌های خصوصی و عمومی، باغ وحش‌ها و نمایشگاه‌های گل است.[۳] گلهای آن شهد و گرده حشرات و پرندگان را تأمین می‌کند.[۳] از این گیاه در طب سنتی استفاده می‌شده است.[۳]